# Bernd Dreher
Bernd Dreher (Leverkusen, 2 novembre 1966) è un allenatore di calcio ed ex calciatore tedesco, di ruolo portiere, preparatore dei portieri del Bayern Monaco.

## Carriera
Iniziò la sua carriera professionistica nel 1986, con il Bayer Leverkusen in Bundesliga. Con la squadra della sua città natale giocò fino al 1990, segnando tuttavia poche presenze. Nella stagione 1990-1991 Dreher si trasferì al Bayer Uerdingen, dove fu scelto come portiere titolare. Vi restò fino al 1996, quando passò al Bayern Monaco, dove fece da secondo a Oliver Kahn. Con i bavaresi ha vinto sei campionati tedeschi, cinque Coppe di Germania, cinque Coppe di Lega tedesca, 1 Champions League e una Coppa Intercontinentale. Tra il 2001 e il 2003 disputò 2 partite con la seconda squadra del Bayern, prima di ritirarsi e dedicarsi all'allenamento dei portieri della squadra bavarese. Durante la stagione 2005-2006 fu nuovamente messo sotto contratto come portiere dal club, anche a seguito degli infortuni occorsi al titolare Kahn.

## Palmarès

### Giocatore

#### Competizioni nazionali
- Campionato tedesco di seconda divisione: 1

Bayer Uerdingen: 1991-1992
- Campionato tedesco: 7

Bayern Monaco: 1996-1997, 1998-1999, 1999-2000, 2000-2001, 2002-2003, 2005-2006, 2007-2008
- Coppa di Germania: 5

Bayern Monaco: 1997-1998, 1999-2000, 2002-2003, 2005-2006, 2007-2008
- Coppa di Lega tedesca: 5

Bayern Monaco: 1997, 1998, 1999, 2000, 2007

#### Competizioni internazionali
- Coppa UEFA: 1

Bayer Leverkusen: 1987-1988
- UEFA Champions League: 1

Bayern Monaco: 2000-2001
- Coppa Intercontinentale: 1

Bayern Monaco: 2001